# Криза в затоці Нутка
Криза в затоці Нутка (англ. Nootka Sound Crisis) — територіальна суперечка між Великою Британією та Іспанією, що мала місце наприкінці XVIII століття в районі затоки Нутка на острові Ванкувер — єдиної зручної якірної стоянки біля західного узбережжя сучасної Канади.

## Передісторія
До середини XVIII століття північно-західне узбережжя Північної Америки практично не відвідувалося європейськими суднами, проте потім за цей регіон почалася боротьба між Великою Британією, Іспанією, Російською імперією та Сполученими Штатами Америки.
Століттями Іспанія претендувала на все тихоокеанське узбережжя обох Америк. Підставами для цих домагань слугували булла Inter caetera, випущена папою Олександром VI 1493 року, і Тордесільяський договір 1494 року. У 1513 році Васко Нуньєс де Бальбоа перетнув Панамський перешийок і оголосив берег Тихого океану володінням іспанської корони.
Згодом у публічному міжнародному праві розвинулися нові концепції прав на території: «доктрина відкриття» та «ефективне володіння». Іспанія заявила пріоритет у відкритті північно-західного узбережжя Америки, посилаючись на подорожі Хуана Родрігеса Кабрільйо 1542 року, Бартоломе Феррера 1543 року та Себастьяна Віскаїно 1602—1603 років. Однак жодна з цих подорожей не перетинала 44-ї паралелі, і в іспанців не було постійних поселень північніше Мексики.
Коли в середині XVIII століття російські першопрохідці почали освоювати Аляску і встановили там торгові пости, Іспанія заснувала військово-морську базу в Сан-Бласі, звідки почала надсилати дослідницькі експедиції на північний захід. Ці подорожі, що мали підкріпити іспанські домагання на основі «доктрини відкриття», були підкріплені заснуванням поселень у Верхній Каліфорнії. Починаючи з 1774 року Іспанія відправляла експедиції в райони Канади й Аляски, і 1775 року іспанські першопрохідці досягли затоки Букарелі-Бей.
Британець Джеймс Кук досліджував північно-західне узбережжя Америки 1778 року. Його журнали, опубліковані 1784 року, викликали інтерес до перспектив торгівлі хутром у цьому регіоні. У 1785 році там побував британський торговець Джеймс Ханна, і новини про те, який прибуток він отримав, продавши куплене там хутро в Китаї, розпалила апетит у багатьох британських шукачів наживи. Згодом факт відвідування Куком затоки Нутка було використано Великою Британією для підкріплення своїх домагань на регіон, попри те, що той не висував на нього формальних претензій. Іспанія відповіла на це цитуванням суднового журналу Хуана Хосе Переса Ернандеса, який кинув якір у затоці Нутка 1774 року.
Одним із перших британських торговців хутром у тому регіоні був Джон Міес. Після невдалої подорожі на Аляску в 1786—1787 роках, Міес повернувся на американський Північний Захід у 1788 на судні «Felice Adventurero», супроводжуваний «Iphigenia Nubiana» під командуванням Вільяма Дугласа. Судна були зареєстровані в Макао і несли португальський прапор, оскільки британська торгівля на Далекому Сході могла здійснюватися тільки через Ост-Індську компанію.
Міес згодом заявив, що Маквінна — вождь народу нутка — продав йому за кілька пістолів і деякі товари ділянку землі на узбережжі затоки Нутка, і що на цій землі було зведено кілька будівель. Ці заяви стали наріжним каменем британської позиції під час Нуткінської кризи. Іспанія різко відкинула всі ці заяви, і справжній стан речей ніколи не було з'ясовано. Однак якщо із землею і будівлями питання є спірним, то немає жодного сумніву, що люди Міеса і китайські працівники, які були з ними, побудували шлюп «North West America». Він був спущений на воду у вересні 1788 року, це було перше не індіанське судно, побудоване на американському Північному Заході. Наприкінці літа — на початку осені 1788 року Міес і три кораблі відпливли з Америки назад.
Зиму 1788—1789 Міес провів у Гуанчжоу, де разом із низкою інших людей, серед яких були Джон Генрі Кокс і Деніел Біл, створив партнерство під назвою «Associated Merchants Trading to the Northwest Coast of America» і запланував відправити 1789 року на північно-західне узбережжя Америки більше кораблів. Об'єднання компаній з торгівлі хутром Міеса і Етчеса (Компанія протоки Короля Георга) призвело до того, що загальне командування експедицією взяв на себе Джеймс Колнетт. Колнетту було доручено 1789 року заснувати постійний торговий пост на узбережжі затоки Нутка на землі, отриманій Міесом.
У той час, коли британські торговці хутром організовувалися, іспанці продовжували докладати зусиль щодо закріплення за собою північно-західного узбережжя Америки. Спочатку це було пов'язано здебільшого з російською активністю на Алясці: під час подорожі на Аляску в 1788 році Естебан Хосе Мартінес Фернандес дізнався, що росіяни мають намір створити торговий пост у затоці Нутка. Це, а також зростання активності британських торговців у цих місцях, призвело до рішення іспанців закріпити їх за собою раз і назавжди. Було вирішено колонізувати землі по берегах затоки Нутка, а в перспективі іспанці планували встановити і підтримувати свій контроль над землями аж до російських постів у протоці Принца Вільгельма.
Віцекороль Нової Іспанії Мануель Антоніо Флорес наказав Мартінесу Фернандесу прибути в затоку Нутка, заснувати там поселення, збудувати форт, і зробити очевидним, що Іспанія формально закріпила ці землі за собою. 1789 року іспанська експедиція під командою Мартінеса Фернандеса прибула в затоку Нутка, вона складалася з військового корабля «La Princesa» (під командуванням самого Мартінеса Фернандеса), і транспорту з припасами «San Carlos», яким командував Гонсало Лопес де Аро. Експедиція побудувала поселення, що складалося з будинків, госпіталю і Форту Сан-Мігель.

## Нуткінський інцидент
Мартінес Фернандес прибув до затоки Нутка 5 травня 1789 року, де виявив три судна: два американських і одне британське, американськими суднами були «Columbia Rediviva» і «Lady Washington» (вони зимували в затоці Нутка), британським — «Iphigenia». Британське судно було конфісковано, а його капітана Вільяма Дугласа заарештовано. Кілька днів потому Мартінес Фернандес відпустив Дугласа і його судно, і велів їм забиратися і не повертатися. Дуглас вважав за краще дослухатися до поради.
8 червня в затоку Нутка прибуло судно «North West America» під командуванням Роберта Фантера, і його конфіскував Мартінес Фернандес, після чого його перейменували на «Santa Gertrudis la Magna», а під командуванням Хосе Марія Нарваеса воно зайнялося дослідженням регіону аж до затоки Хуан-де-Фука (згодом Мартінес Фернандес заявляв, що Фантер кинув судно). Мартінес Фернандес забезпечив «Iphigenia» припасами та заявив, що «North West America» конфісковано як заставу, доки компанія Міеса не заплатить за припаси.
24 червня перед обличчям присутніх у затоці британців і американців Мартінес Фернандес виконав формальну процедуру проголошення суверенітету Іспанії над північно-західним узбережжям Америки.

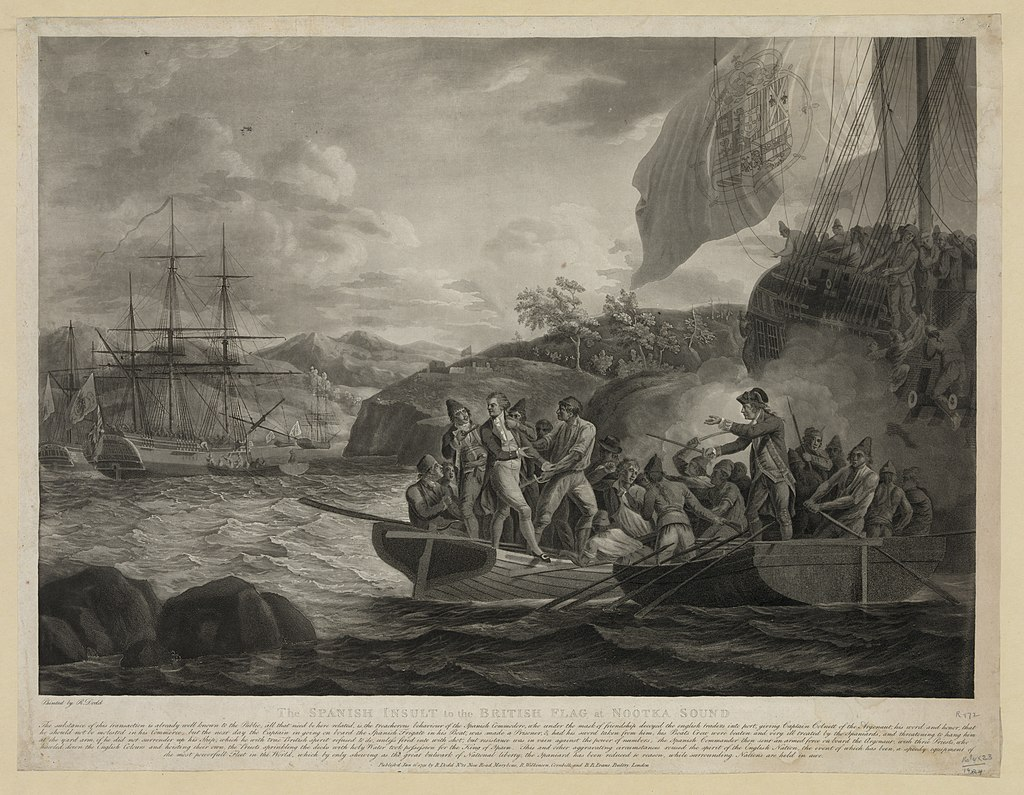
Захоплення капітана Колнетта

2 липня прибули ще два британських судна — «Princess Royal» і «Argonaut». Першим прийшло «Princess Royal», і Мартінес Фернандес велів його капітану Томасу Хадсону повертатися в Китай. Пізніше того ж дня підійшов «Argonaut». Крім китайських робітників, «Argonaut» перевозив велику кількість різних матеріалів. Капітан Колнетт заявив, що мав намір побудувати поселення в затоці Нутка, що Мартінес Фернандес вважав порушенням іспанського суверенітету. Після розмови на підвищених тонах Мартінес Фернандес конфіскував судно, заарештувавши капітана Колнетта, його команду і робітників-китайців, які перебували на судні.
Мартінес Фернандес використовував китайську робочу силу для будівництва форту Сан-Мігель і поліпшення іспанського поселення. «Argonaut» також перевозив матеріали для будівництва нового корабля, вони були використані іспанцями для поліпшення «Santa Gertrudis la Magna» після повернення судна. Наприкінці 1789 року «Santa Gertrudis la Magna» прийшов до Сан-Бласа, де його було демонтовано, його частини Франсіско де Еліса 1790 року доправив назад у затоку Нутка, і з них побудували судно «Santa Saturnina», на якому Нарваес 1791 року досліджував протоку Джорджії.
12 липня Гадсон повернувся до затоки Нутка на судні «Princess Royal». Іспанці розцінили це як провокацію і заарештували його.
Народи Нутка, що мешкали в тих місцях, отримували вигоду від продажу хутра британським торговцям, і їм не сподобалася конфіскація британських суден іспанцями. 13 липня один із вождів народу нутка — Каллікум (син Маквінни) — прийшов до Мартінеса Фернандеса, який перебував на борту конфіскованого судна «Princess Royal», і під час конфлікту, що трапився, Каллікум був застрелений іспанцями. Побоюючись за своє життя, Маквінна втік якомога далі від іспанців, повівши із собою своїх людей.

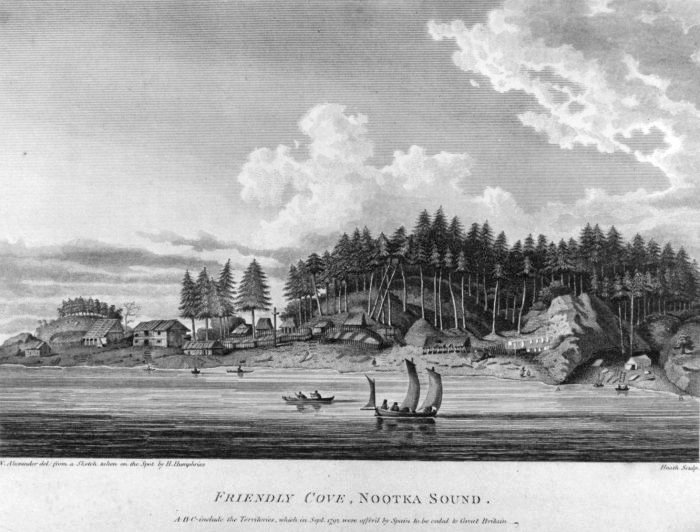
Дружня Бухта

14 липня «Argonaut» відплив у Сан-Блас з іспанською командою, Колнетт і британська команда стали бранцями. За два тижні по тому за ними пішло судно «Princess Royal», яке ескортував «San Carlos».
Американські судна «Columbia Rediviva» і «Lady Washington», що також займалися скупкою хутра, пробули в регіоні все літо, але Мартінес Фернандес їх не чіпав, попри інструкції не дозволяти суднам будь-яких країн діяти в затоці Нутка. Перед тим, як «Columbia Rediviva» вирушила в Китай, на неї посадили команду конфіскованого британського судна «North West America».
Пізніше в регіон прибули ще два американських судна. «Fair American» капітана Томаса Гампфрі Меткалфе було конфісковано Мартінесом Фернандесом одразу після прибуття, а «Eleanora», яким командував його батько Саймон Меткалфе, зуміло в останню мить втекти.
29 липня 1789 року із Сан-Бласа прибув іспанський транспорт «Aranzazu», який привіз наказ віцекороль Флореса про евакуацію затоки Нутка до кінця року. До кінця жовтня в затоці Нутка не залишилося жодного іспанця. Наприкінці 1789 року Флореса на посаді віцекороль Нової Іспанії замінив Хуан Вісенте де Гуемес, який вирішив, що потрібно продовжити іспанську окупацію затоки Нутка і взагалі північно-західного узбережжя Америки. Мартінес Фернандес, колишній фаворит Флореса, тепер став цапом-відбувайлом, і новим іспанським головнокомандувачем у тому районі став командувач військово-морською базою в Сан-Бласі Хуан Франсиско де ла Бодега-і-Куадра. Було організовано нову експедицію, і на початку 1790 року затоку Нутка знову зайняли іспанські сили, якими командував Франсіско де Еліса.

## Нуткінська криза
Звістки про події в затоці Нутка досягли Лондона в січні 1790 року. Британський прем'єр-міністр Вільям Пітт-молодший заявив, що піддані Британської корони мають право торгувати на будь-якій іспанській території. Оскільки іспанські закони говорили інше, то це лише загострило ситуацію.
У квітні 1790 року в Англію прибув Джон Міес, і підтвердив різні чутки — зокрема, заявивши, що він купив землю у народу Нутка ще до прибуття Фернандеса. У травні питання обговорювалося в Палаті громад, і Королівський флот почав готуватися до війни. Іспанії висунули ультиматум.
Ключовою в цьому конфлікті виявилася роль Франції. Оскільки й Іспанією, і Францією правили королі з родини Бурбонів, то вони були союзниками, і об'єднаний франко-іспанський флот становив би серйозну загрозу британському флоту.
Хоча в липні 1789 року у Франції й сталася революція, але Людовик XVI все ще залишався главою держави, якому підпорядковувалися французькі збройні сили, тому у відповідь на Нуткінську кризу Франція також мобілізувала свій флот. Однак наприкінці серпня 1790 року ситуація змінилася: Національні збори Франції, які набували дедалі більшої сили, оголосили, що Франція не буде воювати. Іспанії довелося почати переговори з метою уникнення переростання конфлікту у військові дії. 28 жовтня 1790 року було підписано першу з Нуткінських конвенцій.

## Нуткінські конвенції
«Конвенція про затоку Нутка», підписана 1790 року, визначила загальний розв'язок кризи. Конвенція стверджувала, що північно-західне узбережжя Америки є відкритим для торгівлі як для іспанців, так і для британців, що конфісковані британські судна мають бути повернуті власникам із виплатою компенсації, а також що британським підданим має бути повернута їхня земля в районі затоки Нутка.
Остання вимога виявилася важкою для виконання: іспанці стверджували, що такою землею є лише невеликий клаптик, на якому Міес побудував «North West America», а британці вважали, що Міес отримав від Маквінни всю затоку Нутка і землі на південь від неї. Ситуацію ускладнила зміна настроїв у народів Нутка: якщо спочатку вони після вбивства Каллікума були налаштовані вороже до іспанців, то поступово іспанським офіцерам, розміщеним у тих місцях, вдалося налагодити більш дружні стосунки.
Переговори між Великою Британією та Іспанією щодо деталей «Конвенції про затоку Нутка» відбулися в затоці Нутка влітку 1792 року. Іспанську сторону на переговорах представляв Хуан Франсиско де ла Бодега-і-Куадра, британську — Джордж Ванкувер. Попри їхні добрі особисті взаємини, переговори йшли важко через різницю в позиціях сторін. Іспанці бажали провести британсько-іспанський кордон протокою Хуан-де-Фука, тоді як Ванкувер наполягав на британських правах на річку Колумбія. У підсумку перемовники вирішили передати питання на розгляд урядів двох країн.
У 1793 році Великобританія та Іспанія стали союзниками у війні проти Франції, і питання про затоку Нутка втратило гостроту. 11 січня 1794 року було підписано угоду, відповідно до якої обидві держави погодилися покинути затоку Нутка, символічно водночас передавши іспанський пост британцям.
Церемонія передачі відбулася 28 травня 1795 року, іспанську сторону при цьому представляв генерал Алава, а британську — лейтенант Томас Піес. Піес підняв британський прапор, потім спустив його і передав вождю Маквінне, наказавши підіймати його в разі наближення будь-яких кораблів.
Відповідно до Нуткінських конвенцій Велика Британія та Іспанія погодилися не влаштовувати постійних баз у затоці Нутка, але її дозволялося відвідувати суднам обох країн. Велика Британія та Іспанія також домовилися перешкоджати спробам будь-якої третьої країни проголосити свій суверенітет над цими місцями.

## Наслідки
Нуткінські конвенції іноді трактують як відмову Іспанії від домагань на північно-західне узбережжя Америки, але насправді такої умови в них не містилося. Великобританія не отримала всього, чого хотіла: британським торговцям, як і раніше, заборонялося безпосередньо торгувати з Іспанською Америкою, північного кордону Іспанської Америки встановлено не було.
1819 року за договором Адамса — Оніса Іспанія відмовилась від усіх своїх претензій на північно-західне узбережжя на користь Сполучених Штатів Америки. США використали це згодом під час суперечки про кордон Орегона, коли англійці у відповідь спиралися на Нуткінські конвенції. Остаточно питання про кордон у цих місцях було врегульовано Орегонським договором 1846 року.

## В медіа
Криза в затоці Нутка є однією з сюжетних ліній у серіалі «Табу».